# Alexandre Guhl
Alexandre Guhl, né à Montreux le 29 mars 1929 et mort dans la même ville le 7 septembre 1998, est un artiste peintre, affichiste, graphiste et écrivain suisse vaudois.

## Biographie

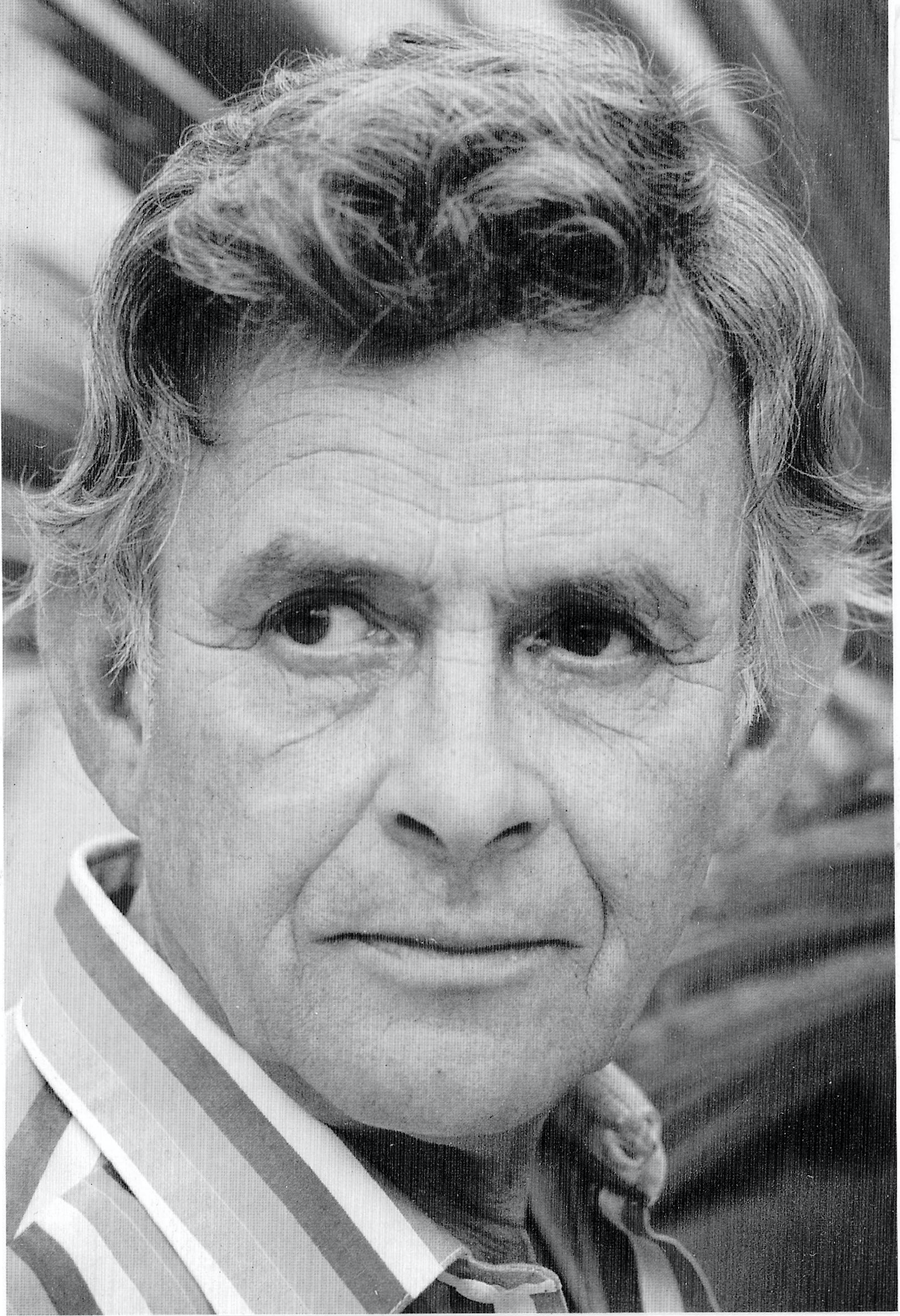
Alexandre Guhl dans les années 1980 (Photo Christian Guhl)

Alexandre Guhl est l'élève de Marcel Poncet, Casimir Reymond et Henry Bischoff. Il suit les cours de l'école cantonale des beaux-arts de Lausanne où il se distingue par ses travaux en section de peinture. 
Alexandre Guhl expose pour la première fois à Montreux ("Salons des Jeunes", 1947 et 1948). Enthousiasmé par ses œuvres, René Auberjonois encourage Alexandre Guhl à persévérer ; il va jusqu'à lui ouvrir son atelier du Grand-Chêne. Après un séjour à Paris, Alexandre Guhl participe à diverses expositions à Lausanne. La Triennale de Milan l'invite à présenter ses œuvres. En 1954, il est lauréat du concours organisé par la "Gazette littéraire". 
Malgré ses succès de peintre, Alexandre Guhl travaille en priorité et pendant longtemps comme affichiste et graphiste. Des domaines très divers bénéficient de son talent : industrie, tourisme, mode, théâtre, musique (Rose d'Or de Montreux), etc. Alexandre Guhl réalise de nombreuses décorations murales, des illustrations et des affiches. Ces dernières lui valent plusieurs prix, comme ceux de la Loterie romande ou du Cartel des Brasseries suisses. On lui confie la création des vitraux d'une chapelle du Nord vaudois, ainsi que la décoration de plateau(x) pour diverses émissions de télévision de chaînes suisses et françaises. Alexandre Guhl peint aussi la fresque qui a représenté la légende du "Scex que Plliau" (ancien restaurant de Chaulin), fresque aujourd'hui disparue.

## Sources
- « Alexandre Guhl », sur la base de données des personnalités vaudoises sur la plateforme « Patrinum » de la Bibliothèque cantonale et universitaire de Lausanne.
- « Alexandre Guhl », sur SIKART Dictionnaire sur l'art en Suisse.
- Marianne Maret, "Alexandre Guhl" les évasions immobiles, Voir, no 92 (1992), p. 50-51
- Alexandre Guhl introduction de Jacques Chessex
- Dictionnaire biographique de l'art suisse, Vol. I, p. 445
- Répertoire des artistes suisses, p. 192
- scexplliau